# Comutação de pacotes

Imagem ilustrativa

No contexto de redes de computadores, a comutação de pacotes é um paradigma de comunicação de dados em que pacotes (unidade de transferência de informação) são individualmente encaminhados entre os  nós da rede através de ligações de dados tipicamente partilhadas por outros nós. Este contrasta com o paradigma rival, a comutação de circuitos, que estabelece uma ligação virtual entre ambos nós para seu uso dedicado durante a transmissão (mesmo quando não há nada a transmitir). A comutação de pacotes é utilizada para optimizar o uso da largura de banda da rede, minimizar a latência (i.e., o tempo que o pacote demora a atravessar a rede) e aumentar a robustez da comunicação.
A comutação de pacotes é mais complexa, apresentando maior variação na qualidade de serviço, introduzindo jitter e atrasos vários; porém, utiliza melhor os recursos da rede, uma vez que são utilizadas técnicas de multiplexagem temporal estatística.
A comutação por pacotes pode efetuar-se:
- Com ligação (circuito virtual): é estabelecido um caminho virtual fixo (sem parâmetros fixos, como na comutação de circuitos) e todos os pacotes seguirão por esse caminho. Uma grande vantagem é que oferece a garantia de entrega dos pacotes, e de uma forma ordenada. Ex: ATM (comutação de células), Frame Relay e X.25;
- Sem ligação (datagrama): os pacotes são encaminhados independentemente, oferecendo flexibilidade e robustez superiores, já que a rede pode reajustar-se mediante a quebra de um link de transmissão de dados. É necessário enviar-se sempre o endereço de origem. Ex: endereço IP.

## História
Em 1966 durante o nascimento da internet, quatro grandes organizações foram responsáveis pelo seu desenvolvimento, a ARPANET e a RAND nos EUA, a NPL na Inglaterra, e o CYCLADES na França.
No inicio, o conceito de compartilhamento de informações entre computadores ainda era feito por meio de grandes redes. A NPL foi criada numa base comercial, então grandes volumes de informação eram transferidas entre os computadores causando congestionamento das redes. Assim, os arquivos eram enviados divididos em pequenos pacotes que eram reunidos no destinatário.
Inicialmente as redes comutadas surgiram por uma necessidade da área de telecomunicações. Com o surgimento e ampliação das redes telefônicas, houve a necessidade de interligar os pontos. A princípio eram interligadas uma a uma, mas esta opção gradativamente tornou-se inviável devido à grande quantidade de fios exigida.
Iniciou-se então a comutação manual onde cada telefone era interligado a uma central com um telefonista e este era encarregado de transferir a ligação. Porém, era também inconveniente pois além de ter a demora natural do operador, ainda perdia-se a privacidade, uma vez que o operador poderia ouvir toda a conversa.
Observando a necessidade de um mecanismo mais eficiente, em 1891 foi criada a primeira central telefônica automaticamente comutada. Para seu funcionamento, foi necessária a adaptação da aparelhagem. Os telefones passaram a ter o sinal decádico, que representavam os números de 0 a 9. A interpretação dos sinais pelos comutadores gerava uma cascata interligada destes até o estabelecimento da ligação.
Entre 1970 e 1980 houve o desenvolvimento e implantação de centrais telefônicas eletrônicas, ou seja, os comutadores operados eletromecanicamente foram substituídos por sistemas digitais operados computacionalmente, tudo graças às tecnologias de digitalização da voz.
A expansão dos conceitos para transmissão de dados foi quase imediata, gerando os paradigmas de comunicação comutada existentes.
Tambem se divide em sub-etapas:
Estabelecimento do circuito
Conversação
Desconexão do circuito